# Georgia Bulldogs

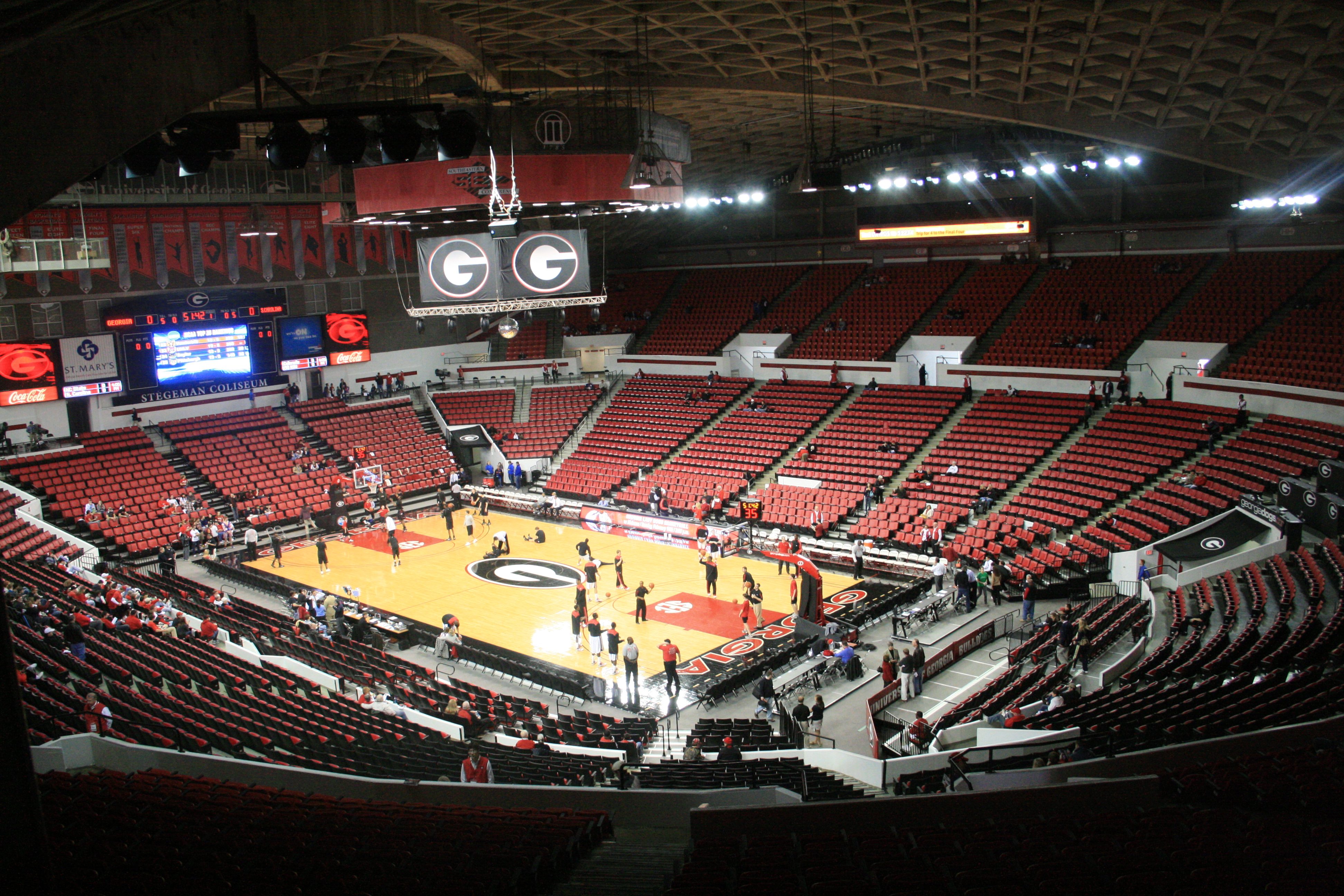
Stegeman Coliseum, donde juegan los equipos de baloncesto, voleibol y gimnasia.

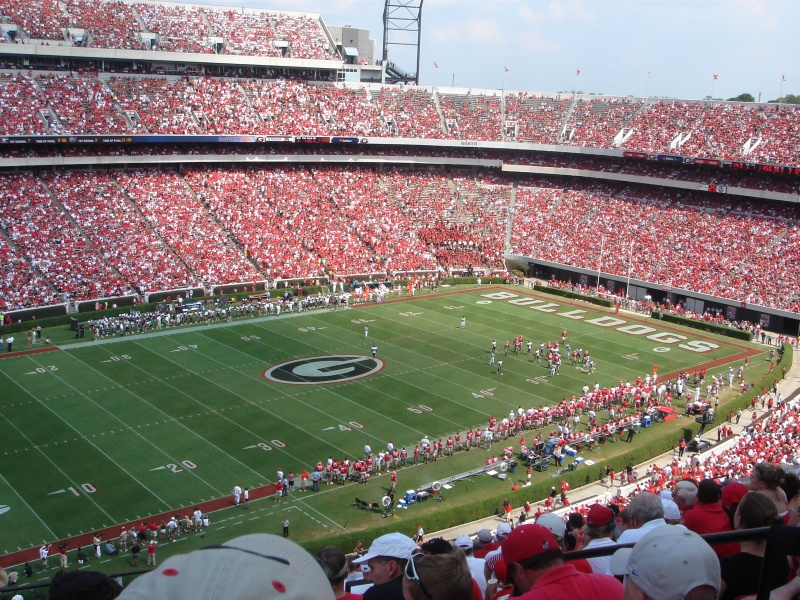
Sanford Stadium.

Georgia Bulldogs (español: Bulldogs de Georgia) es el nombre de los equipos deportivos de la Universidad de Georgia, situada en Athens, Georgia. Los equipos de los Bulldogs participan en las competiciones universitarias organizadas por la NCAA, y forman parte de la Southeastern Conference.

## Equipos
La Universidad de Georgia participa en la actualidad con 19 equipos deportivos en la NCAA, tanto masculinos como femeninos. A lo largo de su historia, han conseguido 46 campeonatos nacionales, 31 a nivel individual y 15 en deportes de equipo.

## Fútbol americano
El equipo de fútbol americano ha obtenido 16 títulos de conferencia, y cuatro campeonatos nacionales, en 1942, 1980, 2021 y 2022. Ha ganado 35 bowls en 59 disputados (hasta 2023), lo que lo ubica cuarto en el historial de la NCAA. Entre ellos destacan cuatro Sugar Bowl, dos Orange Bowl, dos Cotton Bowl, un Rose Bowl, cuatro Capital One Bowl y cinco Peach Bowl.